# Jonas & Madelaine
Die Musicalproduktion Jonas & Madelaine (Musik: Marina Macura, Buch: Andréas Härry) wurde im Dezember 2005 im Kultur- und Kongresszentrum Luzern (KKL) uraufgeführt. 40 Bühnendarsteller und ein 16-köpfiges Orchester umfasste der künstlerische Cast. Über 550 Kostüme kamen zum Einsatz, bedingt durch die lange, historische Zeitspanne der Handlung.
Erzählt wird die Liebesgeschichte eines Luzerner Paares. Sie lernen sich als Kinder im Jahre 1932 am Vierwaldstättersee kennen und bleiben während ihres ganzen Lebens schicksalhaft miteinander verbunden. Als Kulisse dienen Luzern, Kalifornien und Paris.
Schweizer Darsteller spielten in den Aufführungen 2005 und 2006 mit, darunter die bekannten Radiolegenden Ueli Beck und Elisabeth Schnell, das Model und Schlagersängerin Paloma Würth und die Koloratursopranistin Irène Straub.
Jonas & Madelaine wurde 40 Mal im Luzerner Saal des KKL gespielt und von 20.000 Zuschauern besucht. Das Stück ist – nach dem Musical Der Drachenstein – die zweiterfolgreichste Musicalproduktion aus der Zentralschweiz.